# Anett
Anett est un prénom hongrois féminin.

## Personnalités portant ce prénom
- Anett Fiebig (1961-), naguese est-allemande.
- Anett Kontaveit (1995-), joueuse de tennis estonienne.
- Anett Kölpin (1963-), chanteuse allemande.
- Anett Mészáros (1987-), judokate hongroise.
- Anett Pötzsch (1960-), patineuse artistique est-allemande.
- Anett Schuck (1970-), kayakiste allemande.
- Pour l'ensemble des articles sur les personnes portant ce prénom, consulter :
  - la liste des articles dont le titre commence par ce prénom
  - les listes produites par Wikidata : Liste des personnes de prénom « Anett » — même liste en incluant les éventuels prénoms composés qui contiennent « Anett ».